# 雙四角錐柱
雙四角錐柱是指以四邊形為基底的雙角錐柱，其可以由四角柱在兩端各連接一個底面大小相同的四角錐來構成。若雙四角錐柱的基底為正方形，且側面都是正多邊形的話，則這個立體是一種全部由正多邊形組成的立體，為92種詹森多面體中的其中一個，其索引為J15。詹森多面體是凸多面體，面皆由正多邊形組成但不屬於均勻多面體，共有92種。這些立體最早在1966年由諾曼·詹森（Norman Johnson）命名並給予描述。
雙四角錐柱因其形似鉛筆又稱為鉛筆立方體（pencil cube）或12面鉛筆立方體（12-faced pencil cube）
:46-47

## 性質
雙四角錐柱共由12個面、20條邊和10個頂點組成，在其12個面中，有8個三角形面和4個正方形面。在其10個頂點中，有兩種頂點，一種頂點為4個三角形的公共頂點，在頂點圖中可以用[34]來表示，這種頂點有2個、另外一種頂點為2個三角形和2個正方形的公共頂點，在頂點圖中可以用[32,42]來表示，這種頂點有8個。

### 體積與表面積
若一個雙四角錐柱邊長為{\displaystyle L}，則其體積{\displaystyle V}與表面積{\displaystyle A}為：
{\displaystyle V=L^{3}\cdot \left(1+{\frac {\sqrt {2}}{3}}\right)\approx L^{3}\cdot 1.471404521}
{\displaystyle A=L^{2}\cdot \left(4+2{\sqrt {3}}\right)\approx L^{2}\cdot 7.464101615}
這樣的雙四角錐柱整體的高{\displaystyle H}為：
{\displaystyle H=L\cdot \left(1+{\sqrt {2}}\right)\approx L\cdot 2.414213562}

### 二面角
雙四角錐柱共有3種二面角，分別為三角形和正方形的二面角、三角形和三方形的二面角以及正方形和正方形的二面角。其中正方形和正方形的二面角為直角，即90度角。
{\displaystyle \angle }正方形{\displaystyle ,}正方形{\displaystyle \,=90^{\circ }}
而三角形和正方形的二面角為負根號三分之二的反餘弦值，約為144.7356度：
{\displaystyle \angle }三角形{\displaystyle ,}正方形{\displaystyle \,=\arccos \left(-{\sqrt {\frac {2}{3}}}\right)\approx 2.52611294\approx 144.735610^{\circ }}
三角形和三方形的二面角為負三分之一的反餘弦值，約為109.471度：
{\displaystyle \angle }三角形{\displaystyle ,}三方形{\displaystyle \,=\arccos \left(-{\frac {1}{3}}\right)\approx 1.9106332\approx 109.471221^{\circ }}

### 頂點座標
若一個雙四角錐柱邊長為單位長，且幾何中心位於原點，則其頂點座標為：
{\displaystyle \left(\pm {\frac {1}{2}},\,\pm {\frac {1}{2}},\,\pm {\frac {1}{2}}\right)}
{\displaystyle \left(0,\,0,\,\pm {\frac {1+{\sqrt {2}}}{2}}\right)}

## 相關多面體
一種非正多邊形面的雙四角錐柱的特例是空間填充多面體。這種雙四角錐柱的三角形面不是正三角形，三角形的邊長比為{\displaystyle 2:{\sqrt {3}}:{\sqrt {3}}}。
其可以被認為是立方體堆砌和菱形十二面體堆砌之間的過渡立體:46-47。其胞在下圖中根據它們在空間中的方向被著色為白色、紅色和藍色。其四角錐帽具有的面是較短的等腰三角形面，其中6個四角錐帽會聚在一起形成一個立方體。這種堆砌體的對偶是由兩種八面體（正八面體和三角反棱柱）組成的，由八面體疊加到截半的立方體堆砌的中的截半立方體中形成。兩種堆砌體都具有{\displaystyle \left[\left[4,3,4\right]\right]}對稱性。
| 雙四角錐柱堆砌 | 一半的堆砌 | 倒角正方形鑲嵌 |

雙四角錐柱可以視為二側錐的四角柱，也就是底面為四邊形之柱體對應的二側錐柱體，其他的二側錐柱體有：
| 側錐方式     | 3              | 4              | 5              | 6              | 7                | 8                |
| ------------ | -------------- | -------------- | -------------- | -------------- | ---------------- | ---------------- |
| 鄰           |                |                |                |                |                  |                  |
| 二側錐三角柱 | 鄰二側錐四角柱 | 鄰二側錐五角柱 | 鄰二側錐六角柱 | 鄰二側錐七角柱 | 鄰二側錐八角柱   |                  |
| 間           | -              | -              |                |                |                  |                  |
| 間           | -              | -              | 間二側錐五角柱 | 間二側錐六角柱 | 間二側錐七角柱   | 間二側錐八角柱   |
| 對           | -              |                | -              |                | -                |                  |
| 對           | -              | 對二側錐四角柱 | -              | 對二側錐六角柱 | -                | 對二側錐八角柱   |
| 1,4          | -              | -              | -              | -              |                  |                  |
| 1,4          | -              | -              | -              | -              | 1,4-二側錐七角柱 | 1,4-二側錐八角柱 |